# Савин, Александр Николаевич (историк)
Алекса́ндр Никола́евич Са́вин (4 [16] июля 1873, Кондрово, Калужская губерния — 29 января 1923, Лондон) — русский историк-медиевист, профессор Московского университета.

## Биография
Родился 4 (16) июля 1873 года в селе Кондрово Медынского уезда Калужской губернии, в семье фельдшера писчебумажной фабрики Г. В. Говарда.
Окончил Калужскую гимназию с золотой медалью (1891) и историко-филологический факультет Московского университета с дипломом 1-й степени (1895), ученик П. Г. Виноградова. Был оставлен на два года на кафедре всеобщей истории для приготовления к профессорскому званию.
В апреле 1900 года выехал на два года в Англию, знакомиться в Британском музее, Государственном архиве и Оксфордской библиотеке с печатными и рукописными материалами по истории секуляризации. Также посетил Францию и Германию. Несмотря на болезнь глаз, потребовавшую оперативного лечения, собрал обширный материал для диссертации «Английская деревня в эпоху Тюдоров» (М., 1903).
Возвратившись в Москву, в марте 1903 года прочитал две пробные лекции «Историческая трилогия Сибома» и «Аграрный строй Германии в XVI в.» и в июле 1903 года был утверждён приват-доцентом Московского университета по кафедре всеобщей истории. В феврале 1904 года защитил диссертацию и в марте получил степень магистра. Докторскую диссертацию «Английская секуляризация» (М., 1907) он защитил в апреле 1907 года. С февраля 1908 года — экстраординарный профессор. Летом 1908 года вновь был в Англии, где готовился перевод двух глав его докторской диссертации, напечатанные в 1909 году на английском языке под заглавием: «Английские монастыри накануне своего распада». В дальнейшем в летние каникулы 1910, 1912 и 1914 годов он работал в английских архивах, изучая историю английских маноров. В 1914 году, в связи с начавшейся войной, которая застала его в Бретани, вернулся в Россию морем через Англию и Скандинавию и в декабре 1914 года стал читать лекции в Московском университете в должности ординарного профессора кафедры истории всеобщей историко-филологического факультета.
После Октябрьской революции был профессором исторического/общественно-педагогического отделения факультета общественных наук (1919—1922); работал также в Институте красной профессуры, участвовал в деятельности Института истории РАНИОН, где вместе с Д. М. Петрушевским руководил деятельностью медиевистов. В 1919—1920 годах служил также в архиве бывшего Министерства иностранных дел, изучая документы по истории русско-германских отношений.
В начале декабря 1922 года выехал в Англию для продолжения прерванных в 1914 году исследований, но вскоре простудился и 29 января 1923 года скончался в Лондоне. «Прощание с телом» состоялось 6 февраля 1923 года в церкви в Большом Николо-Песковском переулке Москвы.
Симпатизировал кадетской партии. «По идеологии Савин — левый либерал, готовый принять революцию», — характеризовал его А. Б. Соколов.
В 1924 году, через год после смерти Савина, вышли его «Лекции по истории Английской революции» — курс, читавшийся им в Московском университете и на Высших женских курсах в 1907/08 гг. и 1909/10 гг. Второе издание книги 1937 г., подготовленное Косминским, «не вносит почти ничего нового» по сравнению с изданием 1924 г., — отмечает Соколов А. Б.: «Как неоднократно отмечали историки, „Лекции по истории Английской революции“ — это не только учебный курс, а оригинальное научное исследование, одно из самых значительных в отечественной историографии данного события британской истории».
Как отмечает А. Б. Соколов, в оценке методологических воззрений Савина существует значительный разброс мнений: от провозглашения его сторонником субъективного идеализма (Б. Г. Могильницкий) до фактического признания позитивистской направленности его идей (Е. В. Гутнова, М. В. Винокурова); по самому Соколову, представления Савина «позволяют сделать вывод о приверженности объективизму и о позитивистском характере его взглядов. Образцом для Савина является видный английский историк-позитивист С. Гардинер, которого он наделяет лучшими качествами исследователя». Соколов подмечает, что Савин «много раз возвращается к мысли о влиянии контекста времени на формирование исторических интерпретаций». «Большая советская энциклопедия» отмечала применение им впервые в русской медиевистике статистического метода исследования. «Глубину и добросовестность» Савина подчеркивал его ученик Е. А. Косминский.